# Valentin Ignaťjevič Filaťjev
Valentin Ignaťjevič Filaťjev (rusky Валентин Игнатьевич Филатьев, 21. leden 1930 Malinovka, Ťumeňská oblast, RSFSR, SSSR – 15. září 1990 Orel, Orelská oblast, RSFSR, SSSR) byl sovětský letec, důstojník ruské národnosti zařazený do výcviku kosmonautů. Do kosmu však neletěl.

## Životopis
Valentin Filaťjev pocházel z vesnice Malinovka nacházející se v Išimském rajonu Ťumeňské oblasti, to jest na jihozápadě Sibiře. Roku 1951 dokončil Išimskou pedagogickou školu, namísto kariéry učitele základní školy se však rozhodl spojit svou budoucnost s armádou. Roku 1955 absolvoval Stalingradskou vojenskou leteckou školu (Сталинградское военное авиационное училище летчиков) a poté sloužil u 15. gardové stíhací letecké divize, která byla součástí vojsk protivzdušné obrany, a nacházela se ve městě Orel.
Roku 1959 prošel výběrem do prvního sovětského oddílu kosmonautů, formálně začleněn do vznikajícího oddílu Střediska přípravy kosmonautů byl 25. března 1960. Prošel základním výcvikem a 16. prosince 1961 obdržel status kosmonauta.
Začátkem roku 1963 byl společně s dalšími druhy z výcvikového střediska Ivanem Anikijevem a Grigorijem Něljubovem zadržen vojenskou hlídkou v podnapilém stavu. Pro nepřístojné chování byli všichni tři ze střediska vyřazeni.
Filaťjev se vrátil k profesi stíhacího pilota. V listopadu 1969, ve svých 39 letech byl ze zdravotních důvodů propuštěn do civilu v hodnosti majora. Do roku 1977 pracoval v ústavu pro navrhování přístrojů zařízení pro strojírenské závody „Giprompribor“ v Orlu. Poté přednášel v kursech civilní obrany. Na penzi odešel roku 1987. Zemřel na rakovinu plic v šedesáti letech.
Byl dvakrát ženatý, z prvního manželství měl syna.